# Jonathan Majors

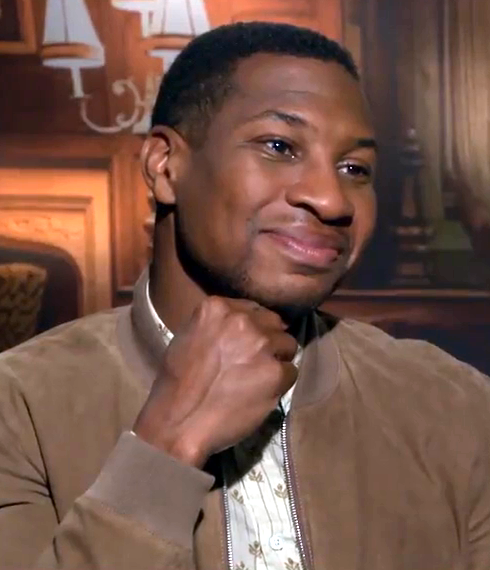
Jonathan Majors, 2018

Jonathan Majors (* 7. September 1989 in Dallas, Texas) ist ein US-amerikanischer Schauspieler.

## Leben
Jonathan Majors schloss sein Schauspielstudium an der Yale School of Drama mit einem MFA ab. 2015 wurde er von der National Society of Arts and Letters (NSAL) im National Drama Competition ausgezeichnet.
Majors tritt seit 2011 als Schauspieler in Erscheinung. Seine erste Rolle in einer Fernsehserie erhielt er in When We Rise. 2017 erhielt er eine Rolle in dem Western Feinde – Hostiles. 2018 war Majors in dem Filmdrama White Boy Rick in einer Nebenrolle zu sehen. Im Jahr 2019 kam Captive State in die Kinos. Für seine Rolle von Montgomery Allen in Joe Talbots The Last Black Man in San Francisco aus dem gleichen Jahr erhielt Majors 2019 im Rahmen der Independent Spirit Awards eine Nominierung als bester Nebendarsteller. Eine Hauptrolle erhielt Majors in dem Filmdrama Magazine Dreams von Elijah Bynum, das im Januar 2023 beim Sundance Film Festival seine Premiere feiern soll und in dem er einen Amateur-Bodybuilder spielt. Im Marvel Cinematic Universe verkörperte er seit 2021 die Figur des  Kang der Eroberer. Im Dezember 2023 wurde er auf Grund der Feststellung seiner Schuld im Zuge eines Prozesses entlassen.

## Vorwürfe der häuslichen Gewalt
Am 25. März 2023 wurde Majors im New Yorker Stadtteil Chelsea nach einem von ihm selbst abgesetzten Notruf wegen des Verdachts der häuslichen Gewalt – darunter Strangulation, Körperverletzung und Belästigung – gegen eine 30-jährige Frau verhaftet. Das Opfer erlitt leichte Kopf- sowie Halsverletzungen und wurde im Anschluss in ein örtliches Krankenhaus eingeliefert. Majors wurde noch am selben Abend wieder aus dem Polizeigewahrsam entlassen und am Folgetag von der New Yorker Staatsanwaltschaft wegen mehrerer Vergehen angeklagt.
Noch vor dem für den 9. Mai 2023 angesetzten Gerichtstermin trennten sich Majors’ Agentur Management 360 und sein Publizist The Lede Company von ihm. Der Schauspieler verlor darüber hinaus Rollen in einer Filmadaption des Romans The Man in My Basement von Walter Mosley und einem Biopic über den US-amerikanischen Sänger Otis Redding. Auch Werbekooperationen mit der United States Army und dem MLB-Team Texas Rangers wurden vorzeitig beendet.
Der Prozess gegen Jonathan Majors wegen häuslicher Gewalt sollte ursprünglich am 3. August beginnen. Sein Anwalt stellte allerdings einen Antrag auf Verschiebung des Prozesses mit der Begründung, dass die Staatsanwaltschaft neue Beweise nicht „rechtzeitig“ vorgelegt habe. Ein neuer Verhandlungstermin wurde für den 6. September angesetzt. Im Dezember 2023 wurde er in zwei von vier Punkten schuldig gesprochen, die Verkündung des Strafmaßes wurde zunächst für den 6. Februar 2024 angesetzt. An diesem Tag wurde das Urteil jedoch auf den 8. April 2024 verlegt, nachdem die Anwälte von Majors eine Reihe von Anträgen auf Wiederaufnahme des Verfahrens gestellt hatten. Im April 2024 wurde er schließlich zu 52 Wochen auf Bewährung verurteilt und musste sich einem Programm zur Beratung von häuslicher Gewalt unterziehen.

## Filmografie (Auswahl)
- 2010: Do Not Disturb
- 2017: When We Rise (Fernsehserie)
- 2017: Feinde – Hostiles (Hostiles)
- 2018: White Boy Rick
- 2018: Out of Blue
- 2019: Captive State
- 2019: L. A. Rebels – Ausbruch der Gewalt (Gully)
- 2019: The Last Black Man in San Francisco
- 2019: Jungleland
- 2020: Da 5 Bloods
- 2020: Lovecraft Country (Fernsehserie)
- 2021: The Harder They Fall
- 2021, 2023: Loki (Fernsehserie)
- 2022: Devotion
- 2023: Magazine Dreams
- 2023: Ant-Man and the Wasp: Quantumania
- 2023: Creed III – Rocky’s Legacy (Creed III)

## Auszeichnungen
Black Reel Award
- 2020: Nominierung als Bester Nebendarsteller (The Last Black Man in San Francisco)
- 2020: Nominierung als Bester Nachwuchsdarsteller (The Last Black Man in San Francisco)[13]
- 2021: Nominierung als Bester Hauptdarsteller (The Harder They Fall)[14]

Gotham Award
- 2019: Nominierung als Bester Nachwuchsdarsteller (The Last Black Man in San Francisco)

Independent Spirit Award
- 2020: Nominierung als Bester Nebendarsteller (The Last Black Man in San Francisco)